# Chondrocidaris
Chondrocidaris is een geslacht van zee-egels uit de familie Cidaridae.

## Soorten
- Chondrocidaris brevispina H.L. Clark, 1925
- Chondrocidaris clarkii Chapman & Cudmore, 1934 †
- Chondrocidaris gigantea A. Agassiz, 1863
- Chondrocidaris marianica Nisiyama, 1966 †
- Chondrocidaris problepteryx H. L. Clark, 1945 †

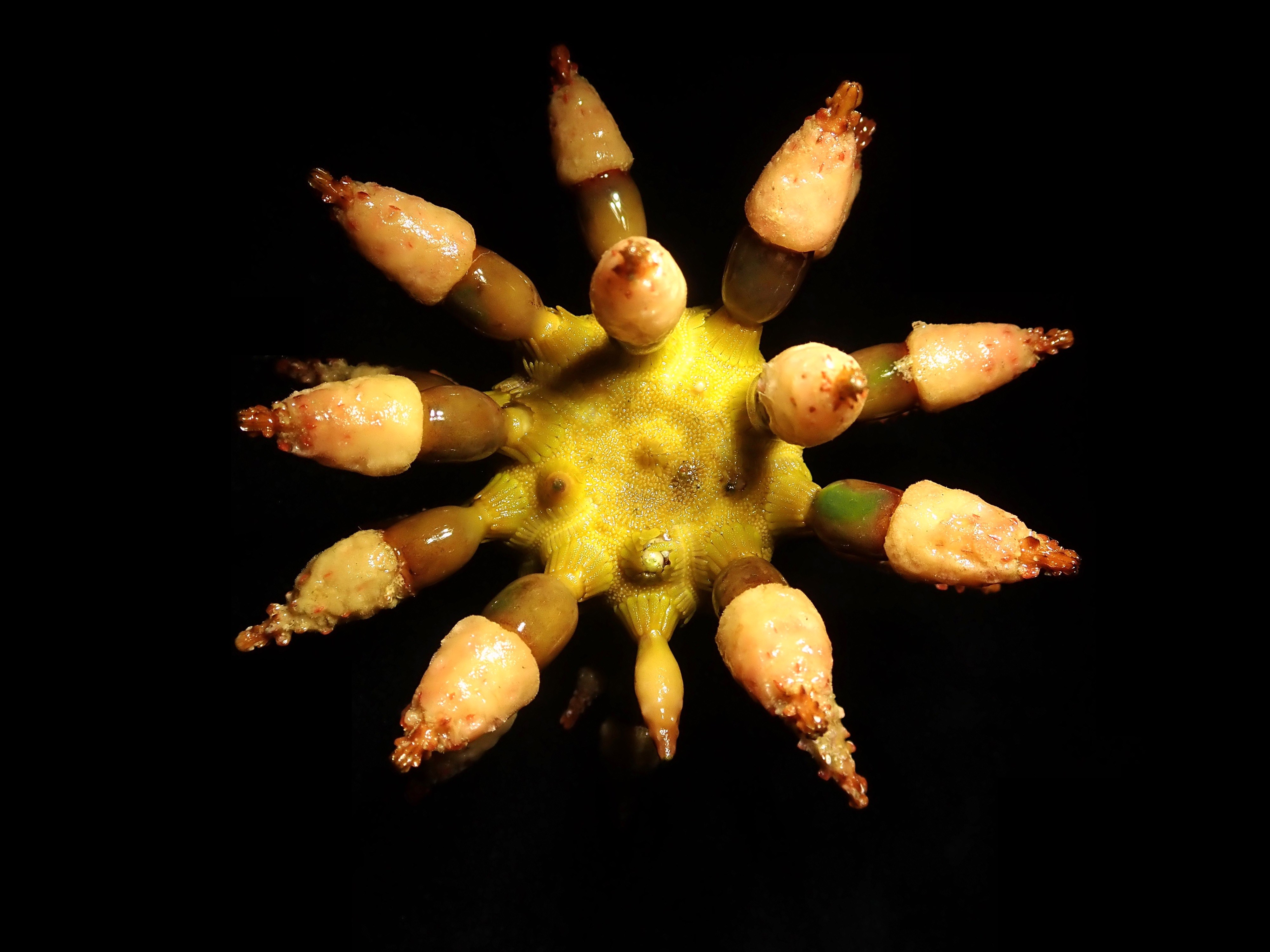
Chondrocidaris brevispina
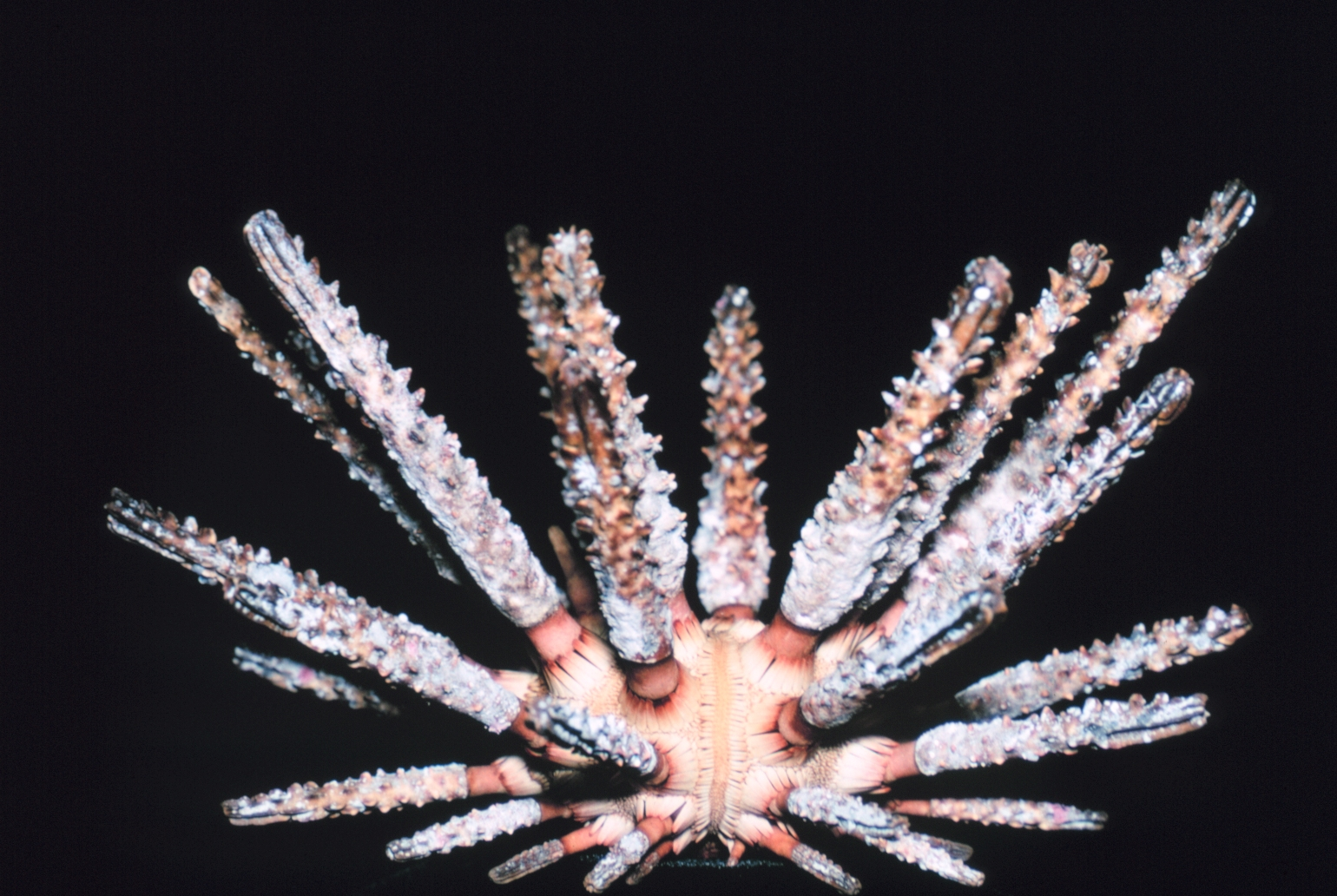
Chondrocidaris gigantea